# Özlem
Özlem  è un nome proprio di persona turco femminile

## Origine e diffusione
Il nome riprende il termine turco özlem, che significa letteralmente "nostalgia", "desiderio struggente" o "struggimento". È stato tra i dieci nomi più popolari in Turchia dal 1980 al 1990, calando in seguito rapidamente in popolarità fino ad uscire dai primi cento nel 2011.

## Onomastico
Il nome è adespota, non essendo portato da alcun santo. L'onomastico si può festeggiare il 1º novembre, giorno in cui cade la festa di Ognissanti.

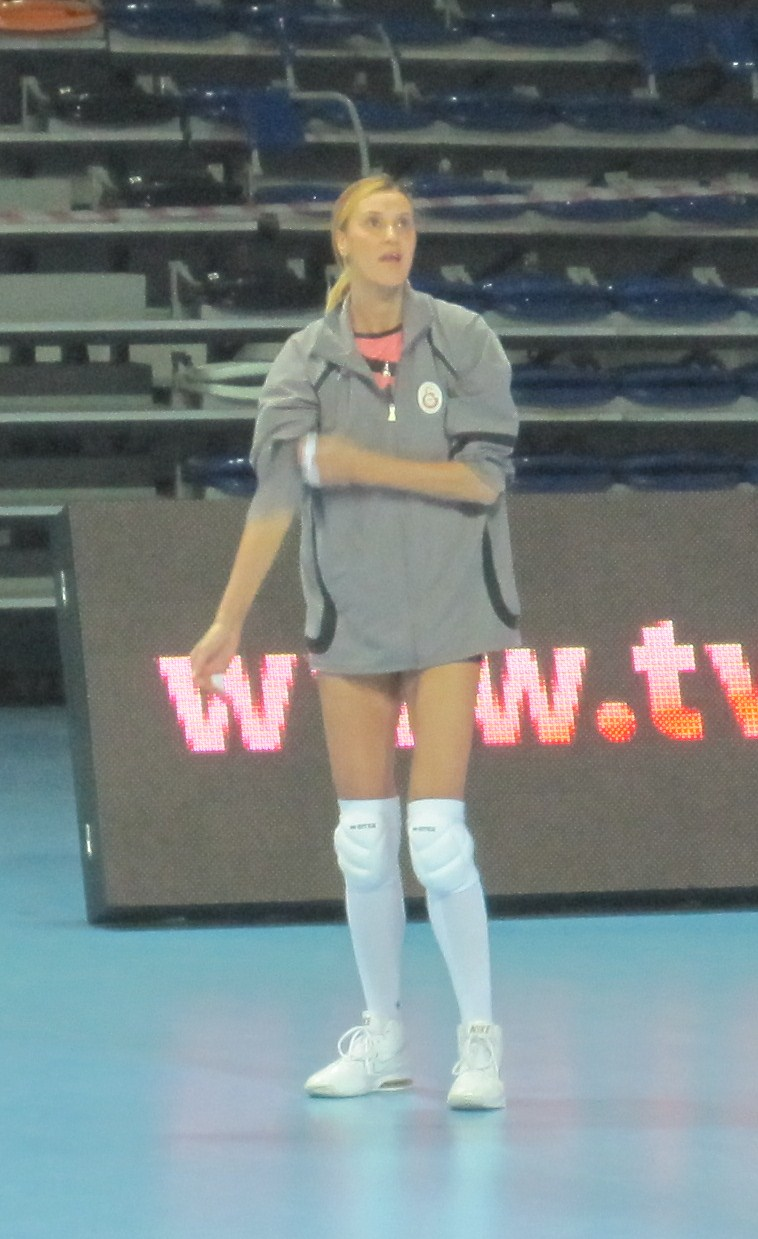
Özlem İşseven

## Persone
- Özlem İşseven, pallavolista turca
- Özlem Kaya, mezzofondista e siepista turca
- Özlem Türay, attrice turca

## Il nome nelle arti
- Özlem è un film turco del 1985, con protagonista l'attrice Müge Akyamaç nel ruolo di Özlem[4]